# Bitwa pod Kuflewem
Bitwa pod Kuflewem – bitwa stoczona 25 kwietnia 1831 roku podczas powstania listopadowego.
Podczas marszu armii Dybicza na Mińsk Mazowiecki przednia straż rosyjska dowodzona przez Karla Mandesterna licząca 3500 żołnierzy maszerując przez Jeruzal natknęła się pod Kuflewem na przednią straż polskiej armii Skrzyneckiego dowodzoną przez Dembińskiego. Wojska polskie liczące 3400 żołnierzy i 4 działa (4 baony, 12 szwadronów) zajmowały pozycje w terenie dogodnym do obrony.
Rosjanie ruszyli do natarcia około godziny 13-14. Początkowo Polacy z powodzeniem bronili wylotu grobli koło wsi Kołacz, po czym wycofali się na przygotowaną wcześniej pozycję obronną w Kuflewie. WIdząc, że nadciąga cała armia Dybicza, Dembiński około godziny 17 nakazał odwrót do Cegłowa. Tam walki trwały jeszcze przez kilka godzin.